# Groupe de NGC 5011
Le groupe de NGC 5011 comprend au moins 19 galaxies situées dans la constellation du Centaure. La distance moyenne entre ce groupe et la Voie lactée est d'environ 52,0 Mpc (∼170 millions d'al). 

## Membres
Le tableau ci-dessous liste les 19 galaxies du groupe indiquées dans l'article de A.M. Garcia paru en 1993.
| Nom                  | Class.     | Type                  | α (J2000.0)   | δ (J2000.0)  | Vitesse radiale (km/s) | m            | Distance (Mpc) | Diamètre (kal) |
| -------------------- | ---------- | --------------------- | ------------- | ------------ | ---------------------- | ------------ | -------------- | -------------- |
| NGC 4946             | E+?        | Elliptique            | 13h 05m 29.4s | -43° 35′ 28″ | 3079 ± 20              | 12,4         | 49,0 ± 3,5     | 162            |
| NGC 5011             | E1-2       | Elliptique            | 13h 12m 51.8s | -43° 05′ 46″ | 3159 ± 20              | 11,4         | 50,5 ± 3,6     | 296            |
| NGC 5026             | SBa,       | Spirale barrée        | 13h 14m 13.6s | -42° 57′ 41″ | 3549 ± 33              | 11,3         | 56,2 ± 4,0     | 268            |
| PGC 46597 ≠ NGC 5086 | E          | Elliptique naine      | 13h 20m 55.5s | -43° 44′ 20″ | 3140 ± 45              | 15,06        | 50,1 ± 3,6     | 22             |
| NGC 5090             | E2         | Elliptique            | 13h 21m 12.8s | -43° 42′ 16″ | 3386 ± 19              | 11,5         | 53,7 ± 3,8     | 167            |
| NGC 5091             | Sb pec     | Spirale               | 13h 21m 17.7s | -43° 43′ 11″ | 3602 ± 43              | 13,1         | 56,9 ± 4,0     | 198            |
| NGC 5011A ESO 269-63 | SAB(s)bc   | Spirale intermédiaire | 13h 12m 09.7s | -43° 18′ 28″ | 3189 ± 10              | 13,7         | 50,9 ± 3,6     | 90             |
| NGC 5090A ESO 269-84 | S0^0^      | Lenticulaire          | 13h 19m 21.1s | -43° 38′ 58″ | 3247 ± 32              | 13,0         | 54,3 ± 3,8     | 127            |
| ESO 269-67           | S0?        | Lenticulaire          | 13h 13m 12.1s | -43° 14′ 47″ | 3227 ± 5               | 13,5         | 51,5 ± 3,6     | 55             |
| ESO 269-68           | S0? pec    | Lenticulaire          | 13h 13m 11.9s | -43° 15′ 56″ | 3236 ± 56              | 13,73        | 51,6 ± 3,7     | 25             |
| ESO 269-69           | (R')SB(r)a | Spirale barrée        | 13h 13m 17.4s | -43° 34′ 59″ | 2965 ± 56              | 13,47 ± 0,09 | 47,6 ± 3,4     | 118            |
| ESO 269-72           | E4?        | Elliptique            | 13h 13m 33.8s | -43° 31′ 34″ | 3189 ± 56              | 12,34 ± 0,09 | 50,9 ± 3,7     | 92             |
| ESO 269-76           | S0         | Lenticulaire          | 13h 15m 18.1s | -43° 48′ 21″ | 2983 ± 0               | 14,50 ± 0,09 | 47,8 ± 3,4     | 97             |
| ESO 323-76           | S0         | Lenticulaire          | 13h 04m 39.2s | -41° 51′ 16″ | 3702 ± 45              | 13,59 ± 0,09 | 58,6 ± 4,2     | 106            |
| ESO 323-85           | SB(rs)c    | Spirale barrée        | 13h 08m 38.5s | -41° 27′ 42″ | 3127 ± 4               | 12,49        | 50,1 ± 3,5     | 52             |
| ESO 323-90           | SB(rs)0^+  | Lenticulairee         | 13h 10m 38.5s | -41° 33′ 36″ | 3104 ± 56              | 12,55 ± 0,09 | 49,8 ± 3,6     | 115            |
| ESO 323-93           | SAB0- pec  | Lenticulairee         | 13h 13m 14.1s | -42° 17′ 12″ | 3451 ± 32              | 11,99        | 54,8 ± 3,9     | 169            |
| ESO 323-99           | SAB(rs)c   | Spirale intermédiaire | 13h 14m 40.1s | -42° 40′ 34″ | 3219 ± 45              | 12,21 ± 0,09 | 51,4 ± 3,6     | 187            |
| ESO 324-1            | S?         | Spirale ?             | 13h 15m 52.2s | -42° 28′ 18″ | 3384 ± 45              | 14,00        | 53,8 ± 3,8     | 107            |

Le site DeepskyLog permet de trouver aisément les constellations des galaxies mentionnées dans ce tableau ou si elles ne s'y trouvent pas, l'outil du site constellation permet de le faire à l'aide des coordonnées de la galaxie. Sauf indication contraire, les données proviennent du site NASA/IPAC.